# Marasmiellus
Marasmiéllus (рус. Маразмиеллус) — род грибов семейства Негниючниковые (Marasmiaceae).

## Описание
- Шляпка выпуклой, плоско-выпуклой, вдавленной или воронковидной формы, у большинства видов гигрофанная, тонкая, бледная или ярко окрашенная. Гименофор пластинчатый, приросший к ножке или нисходящий на неё, обычно без коллариума. Пластинки тонкие, часто разветвлённые.
- Ножка тонкая, хрупкая, центральная или эксцентрическая, у некоторых видов отсутствует вовсе.
- Мякоть тонкая, жёсткая или ломкая, у большинства видов без особого вкуса и запаха.
- Тип развития плодовых тел гимнокарпный.
- Хейлоцистиды имеются у многих видов. Трама пластинок правильная или неправильная.

Большинство видов произрастает в тропических регионах. Большая часть видов — древесные сапротрофы.

## Таксономия

### Виды
- Marasmiellus affixus (Berk.) Singer, 1973
- Marasmiellus albofuscus (Berk. & M.A. Curtis) Singer, 1973
- Marasmiellus alneus Singer, 1973
- Marasmiellus bonii Segedin 1995
- Marasmiellus candidus (Bolton) Singer, 1948
- Marasmiellus cocophilus Pegler, 1969
- Marasmiellus coilobasis (Berk.) Singer, 1973
- Marasmiellus confertifolius Singer, 1973
- Marasmiellus dendroegrus Singer 1973
- Marasmiellus eburneus (Theiss.) Singer, 1962
- Marasmiellus filopes (Peck) Redhead, 1980
- Marasmiellus gossypinulus (Speg.) Singer, 1962
- Marasmiellus hondurensis (Murrill) Singer, 1973
- Marasmiellus humillimus (Quél.) Singer, 1974
- Marasmiellus inoderma (Berk.) Singer, 1955
- Marasmiellus juniperinus Murrill, 1915
- Marasmiellus mesosporus Singer, 1973
- Marasmiellus omphaloides G. Stev., 1964
- Marasmiellus paspali (Petch) Singer, 1955
- Marasmiellus picipes (Murrill) Singer, 1973
- Marasmiellus pluvius Redhead, 1982
- Marasmiellus ramealis (Bull.) Singer, 1946
- Marasmiellus rawakensis (Pers.) Pegler & T.W.K. Young, 1989
- Marasmiellus scandens (Massee) Dennis & D.A. Reid, 1957
- Marasmiellus sprucei (Berk.) Singer, 1955
- Marasmiellus stenophyllus (Mont.) Singer, 1962
- Marasmiellus tenerrimus (Berk. & M.A. Curtis) Singer, 1973
- Marasmiellus tricolor (Alb. & Schwein.) Singer, 1946
- Marasmiellus tropicalis (Speg.) Singer, 1950
- Marasmiellus vaillantii (Pers.) Singer, 1973
- Marasmiellus violaceogriseus (G. Stev.) E. Horak, 1971